# 少弐教頼
少弐 教頼（しょうに のりより）は、室町時代の武将。少弐氏14代当主。

## 略歴
永享5年（1433年）、父・少弐満貞と兄・資嗣が大内持世との戦いに敗れ戦死すると、教頼は兄・嘉頼と共に対馬国に落ち延びることを余儀なくされ、宗貞盛の庇護下に入る。対馬で元服し家督を継いだ兄・嘉頼は、永享12年（1440年）に6代将軍・足利義教の計らいで大内持世との間で和睦を結び、少弐氏の存続が認められるも、翌永享13年（1441年）に21歳で早世した。
元服の際、足利義教より偏諱を受け「教頼」を名乗る。兄の死を受けて家督を継いだ教頼であったが、同年の嘉吉元年（1441年）6月24日に勃発した嘉吉の乱後に、首謀者・赤松満祐の弟で九州に逃亡してきた則繁を隠匿し李氏朝鮮への脱出にも協力したことから、10月14日に大内教弘や大友親綱、志賀親賀らが幕府から教頼の追討を命じられている。追討を受ける身になった教頼は対馬に逃亡した。翌嘉吉2年（1442年）12月15日、幕府の命を受けた志賀親賀らが、大友持直や大内教幸と並んで教頼の所在を捜索している。
文安3年（1446年）、舅である宗貞盛が上洛し管領・細川勝元に教頼の窮状を訴えると共に教頼の赦免を請願している。翌文安4年（1447年）、貞盛から赦免の知らせを聞いた教頼は肥前国に戻った。文安5年（1448年）1月、日本に帰国した赤松則繁と共に肥前で大内教弘と戦うも敗北した。享徳3年（1454年）3月、肥前巨勢野で九州探題・渋川教直と交戦し、康正元年（1455年）には松浦に逃亡する。長禄3年（1459年）には筑前国に入るも大内教弘に敗北し対馬に逃れた。
寛正6年（1465年）9月3日、細川氏と対立していた筑前守護の大内教弘が死去したことから、同9月10日、教頼が筑前守護に任命されている。
応仁元年（1467年）に応仁の乱が勃発すると、西軍として上洛した大内政弘の留守を突いて勢力回復を図るため東軍に通じ、宗貞盛の子・成職の家臣・宗盛直と共に大宰府を攻めるも敗北、翌応仁2年（1469年）、今度は千葉教胤や菊池武国らと兵を起こし大宰府に拠る大内氏の守護代・仁保盛安を攻めるも、逆に大内政弘の命を受けた筑紫頼門や渋川義種の軍勢に敗北し筑前志摩郡の高祖城において自刃した。
少弐氏再興は子・政資（頼忠）に引き継がれた。